# 高星桥
高星桥（1881年—1948年），中华民国时期的天津富商，天津劝业场的投资人，也是天津民间的传奇人物。
天津人，祖籍江苏南京，祖父一代迁来天津。自幼随父亲学打铁，后在天津老城里上过九年义学。后随其兄在铁路上当司炉工，不久又在中德合资井陉矿务局煤矿当了一名司磅员，聪明善学，能讲德语，被德国老板汉纳根重用，任天津保定售煤处经理，负责井陉煤炭的销售。1918年，德国战败后，德资被中国政府没收。高星桥转为投资房地产。先后建交通旅社、威尔逊大楼等。1928年建天津劝业场。1948年在上海去世。
其子高渤海（1910年-1982年）继承父业。高渤海也是天津著名人物，除经营地产，还喜爱从事演艺媒体和影剧场事业。